# Henryk Krzyżewski
Franciszek Henryk Krzyżewski (ur. 7 stycznia 1923 w Bobinie Wielkim koło Makowa Mazowieckiego, zm. 17 stycznia 1988 w Olsztynie) – pedagog polski, docent w Wyższej Szkole Pedagogicznej w Olsztynie, dziekan Wydziału Pedagogicznego tej uczelni.

## Życiorys
W okresie II wojny światowej jako młody człowiek zaangażowany był w tajne nauczanie, od 1945 był nauczycielem w szkołach podstawowych. W 1960 ukończył studia na Wydziale Historii Uniwersytetu Warszawskiego, osiem lat później na Wydziale Humanistycznym Uniwersytetu Gdańskiego uzyskał dyplom doktora na podstawie rozprawy Szkolnictwo zawodowe województwa koszalińskiego w latach 1945-1956. W latach 1969–1970 pracował jako nauczyciel w Liceum Ogólnokształcącym w Sławnie, skąd przeszedł do Wyższej Szkoły Nauczycielskiej w Słupsku. We wrześniu 1976 zatrudniony został w Wyższej Szkole Pedagogicznej w Olsztynie jako docent. Objął kierownictwo utworzonego wówczas Zakładu Historii Wychowania i Pedagogiki Porównawczej, był również od września 1976 do sierpnia 1977 dziekanem Wydziału Pedagogicznego. Od września 1980 wskutek orzeczenia komisji ds. zatrudnienia i inwalidztwa zatrudniony był w niepełnym wymiarze godzin w Zakładzie Teorii Wychowania, odszedł na emeryturę z końcem lipca 1987.
Był autorem publikacji naukowych i prasowych z teorii wychowania, ponadto napisał m.in. prace Regionalizm w nauczaniu historii (1963) oraz Sławno i okolice (1963). Działał w Zjednoczonym Stronnictwie Ludowym oraz w Związku Nauczycielstwa Polskiego. Dwukrotnie wyróżniony został nagrodami rektora Wyższej Szkoły Pedagogicznej w Olsztynie (1976, 1980).
Zmarł 17 stycznia 1988 w Olsztynie.